# Лангош
Лангош (на унгарски: Lángos) е традиционно ястие от унгарската национална кухня, аналог на популярните в българската кухня мекици, вид тестено изделие.
Приготвя се от брашно, прясно мляко, квас, мая, захар и сол, от които се омесва тесто. От втасалото тесто се късат топки, разточват се и се пържат в маслена баня. Алтернативни варианти предвиждат добавяне на варени картофи към тестото.
При сервиране се намазват със смес от олио и чесън, както и със сметана (неподсладен унгарски вариант тайфьол), и се поръсват с кашкавал (унгарски трапища). По вкус могат да се добавят кайма и/или гъби.